# Vardīj
Vardīj (persiska: ورديج) är en ort i Iran.   Den ligger i provinsen Teheran, i den norra delen av landet, 26 km nordväst om huvudstaden Teheran. Vardīj ligger 1 863 meter över havet och antalet invånare är 281.
Terrängen runt Vardīj är kuperad österut, men västerut är den bergig. Terrängen runt Vardīj sluttar söderut. Runt Vardīj är det mycket tätbefolkat, med 5 021 invånare per kvadratkilometer. Närmaste större samhälle är Karaj, 16,7 km väster om Vardīj. Trakten runt Vardīj består i huvudsak av gräsmarker.